# Lesbos (eiland)

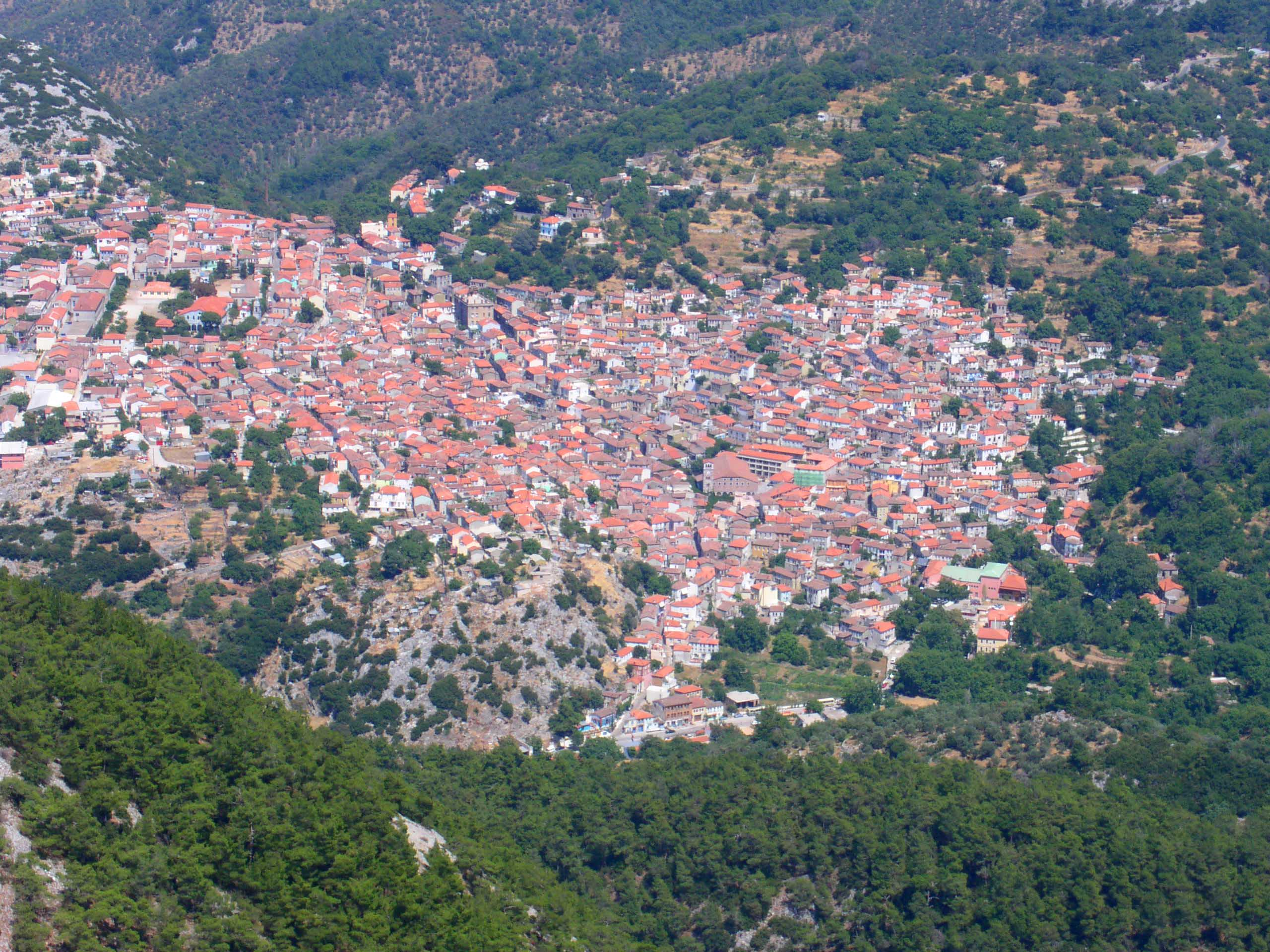
Agiassos

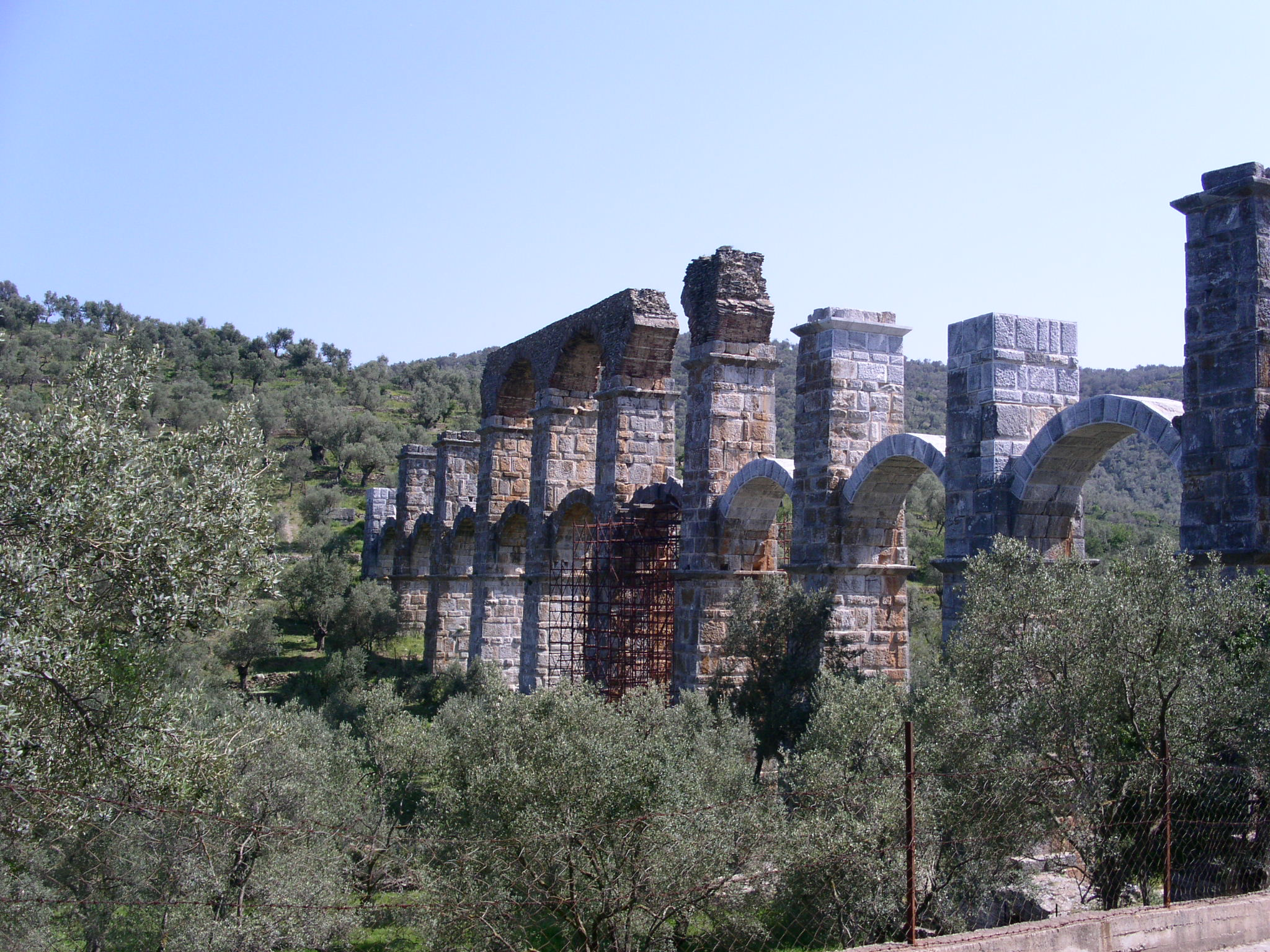
Aquaduct bij Moria

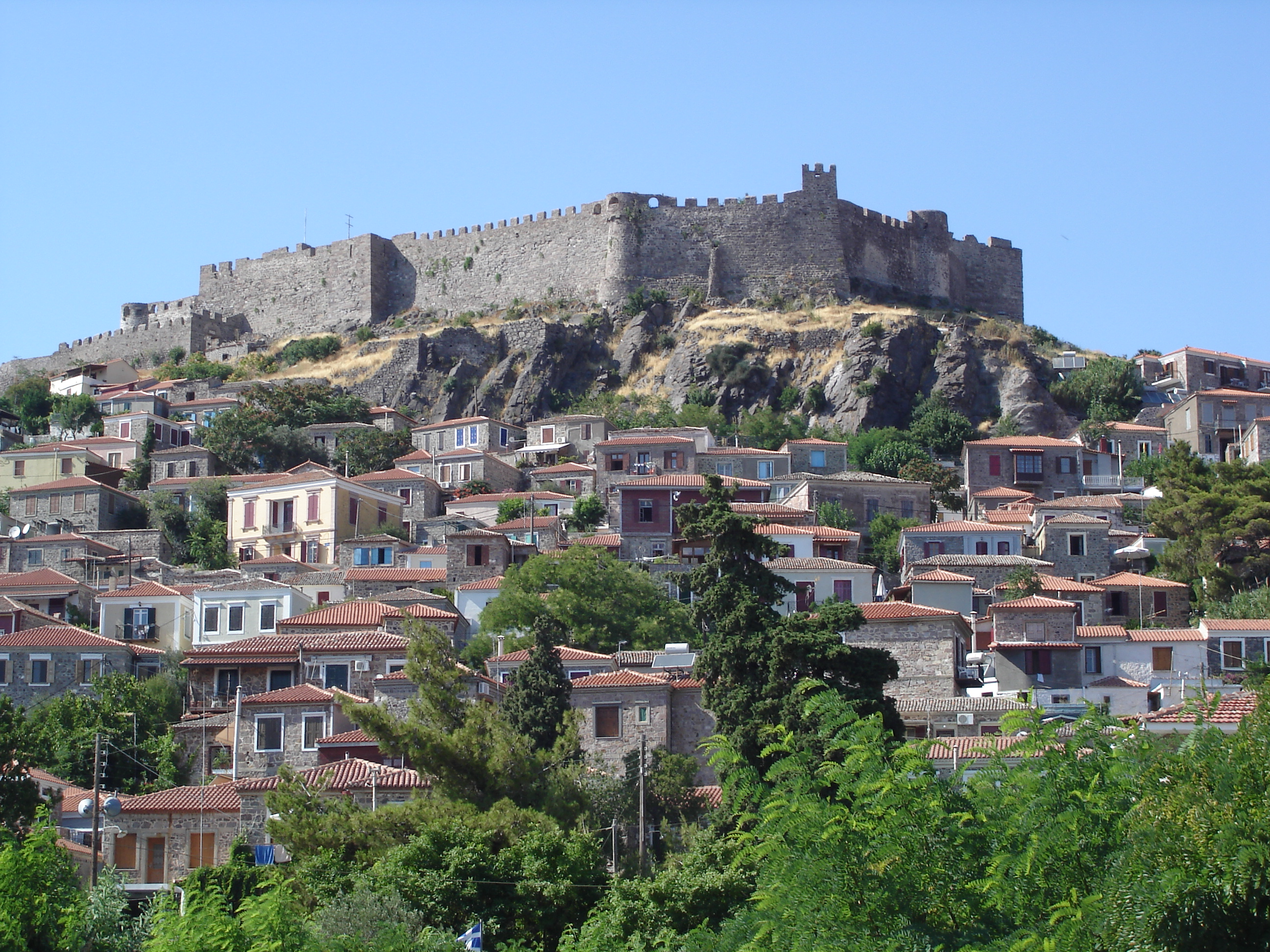
Molivos

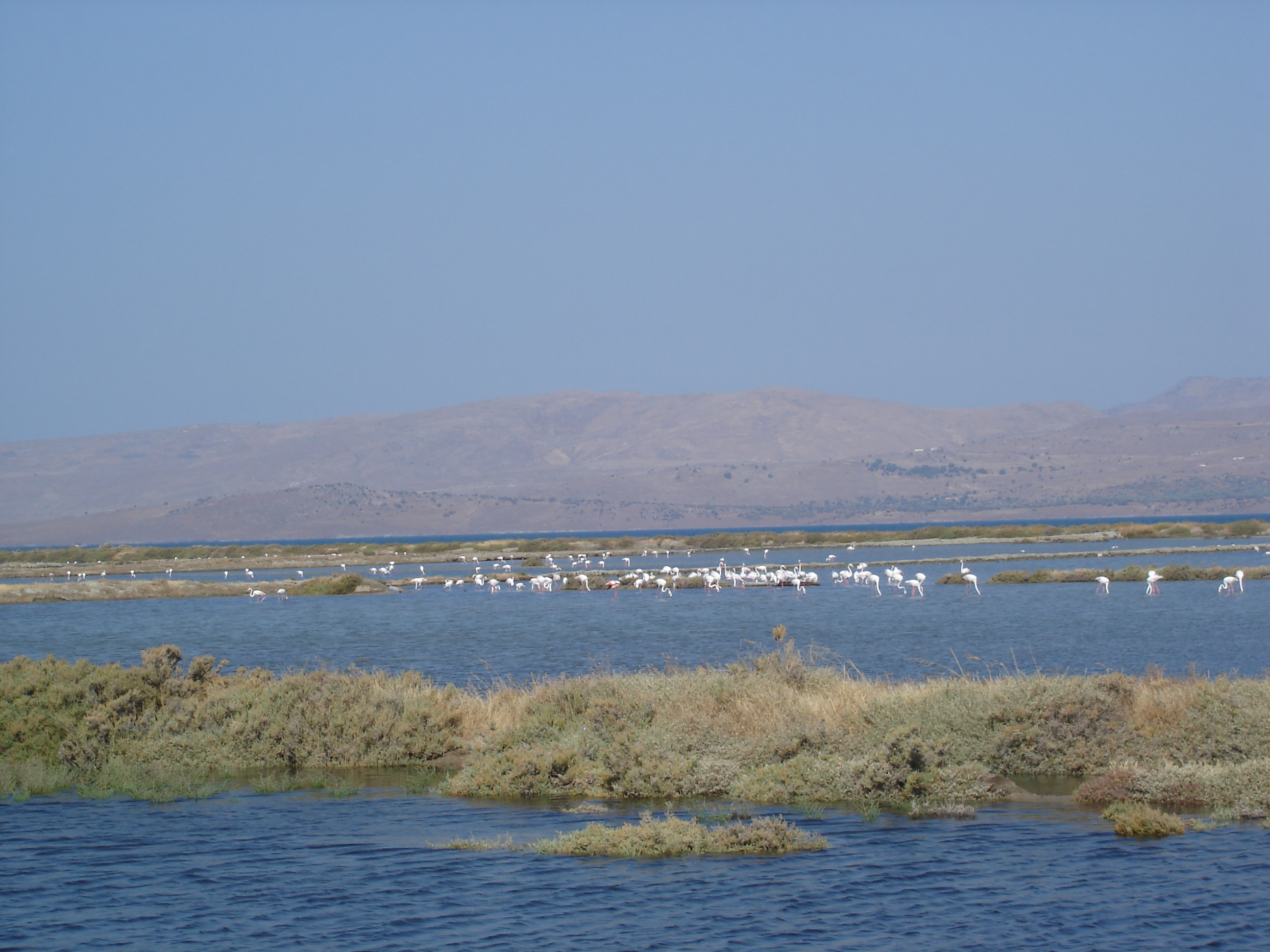
Flamingo's op de zoutvlakte

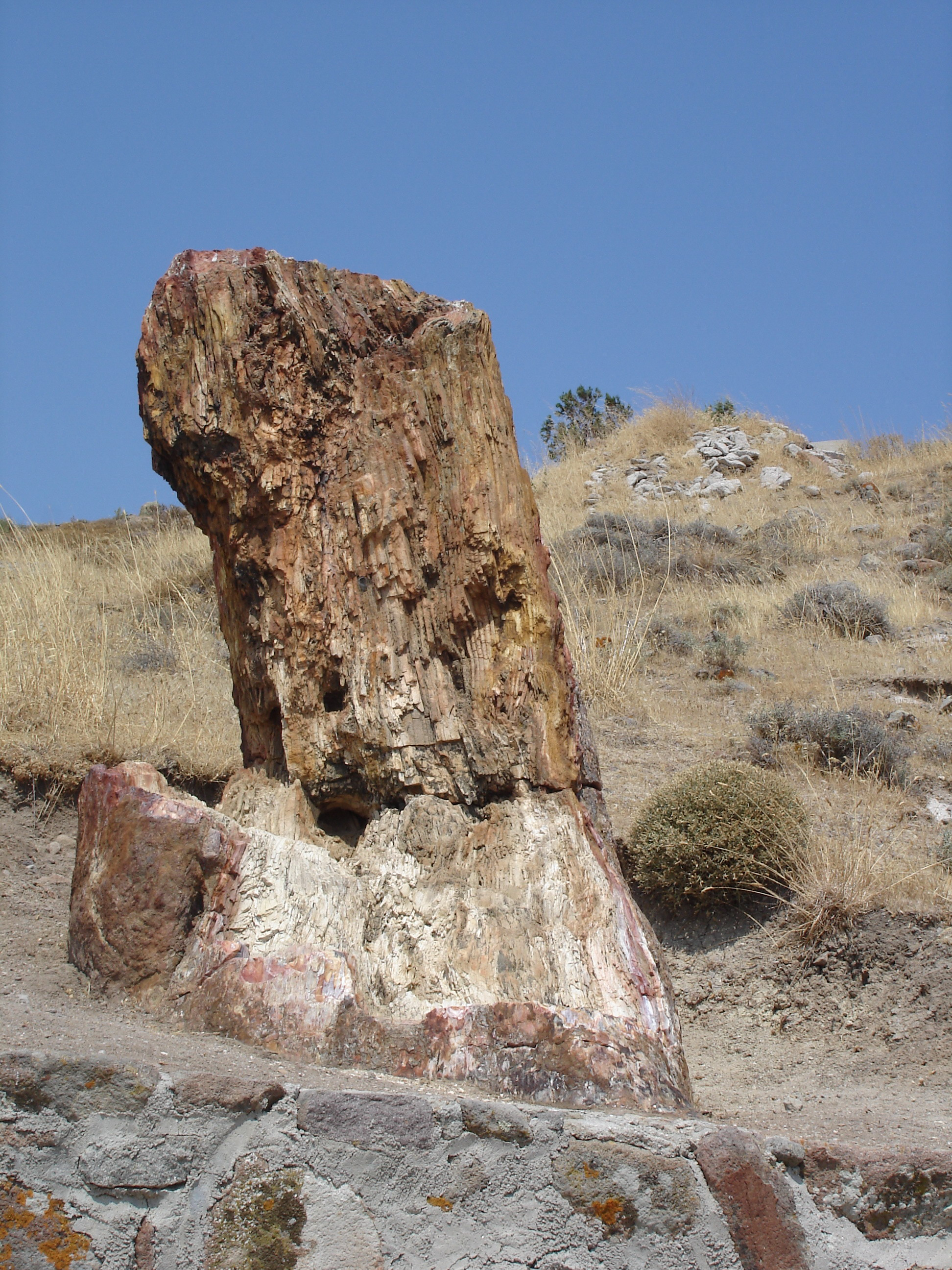
Versteend hout

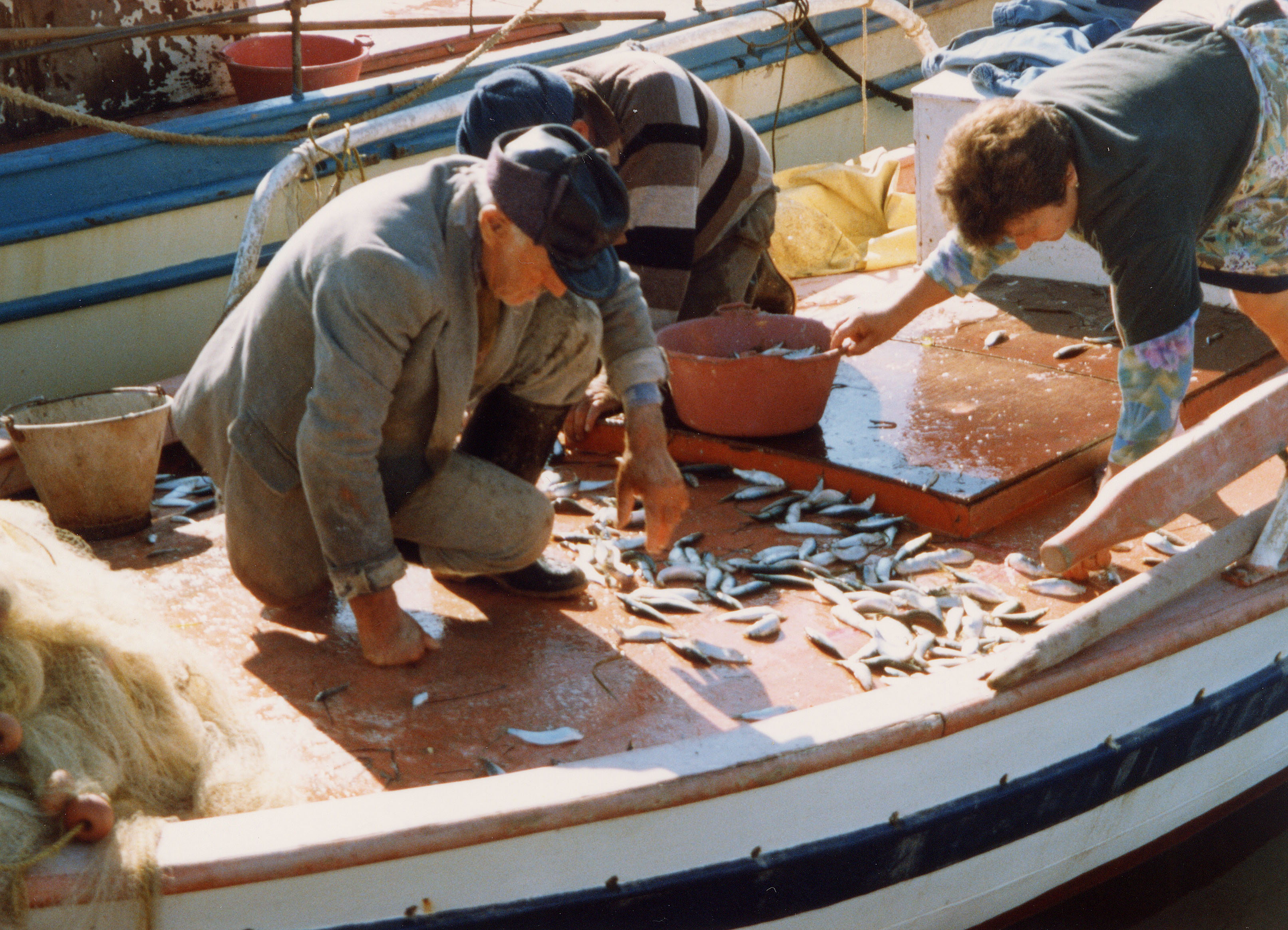
Sardientjes

Lesbos (Grieks: Λέσβος; transliteratie: Lesvos) is een Grieks eiland in de Egeïsche Zee, niet ver van de kust van Turkije en Klein-Azië. Met 1630 vierkante kilometer is het een van de grootste eilanden van Griekenland. In het jaar 2006 had het ongeveer 90.000 inwoners, van wie circa een derde in Mytilini woont.

## Geschiedenis
Archeologische vondsten hebben aangetoond dat het eiland sinds het Neolithicum (circa 5000 v.Chr.) bewoond werd en tijdens de bronstijd een beschaving kende die geleek op die van Mycene en Troje. Homeros (circa 800 v.Chr. - circa 750 v.Chr.) vermeldt Lesbos in de Ilias, zijn epos over de Trojaanse Oorlog.
Na de dood van Alexander de Grote (oktober 356 v.Chr. - 13 juni 323 v.Chr.) werd Lesbos ingelijfd bij het Macedonische Rijk van de Ptolemeeërs die eveneens over Egypte heersten. Vanaf 88 v.Chr. maakte het deel uit van het Romeinse Rijk. Bij de opsplitsing van het imperium in een oostelijk en een westelijk deel hoorde Lesbos bij het Oost-Romeinse en later het Byzantijnse Rijk (3e - 13e eeuw). In de Romeinse tijd was het eiland al een vakantieplaats. Toen de Ottomanen, onder leiding van sultan Fatih Mehmet de Veroveraar, het eiland in 1462 veroverden, werd de hoofdstad leeggeplunderd en werden veel inwoners ervan als slaaf verkocht. Toen in 1824 Mytilini in opstand kwam, werd ze door de Turken bloedig onderdrukt.
Lesbos werd door de Griekse marine bevrijd in 1912. Door de verdragen van Londen en Athene van 1914 behoorde Lesbos officieel aan Griekenland, maar de gevechten gingen door tot 1922. In deze periode werd nog levendig handel gevoerd tussen Lesbos en İzmir (Turkije). Veel grote herenhuizen op het eiland getuigen nog van deze bloeiende handelsperiode. In 1922 werd met een gevecht, geleid door de monniken uit Mandamados, de uiteindelijke zelfstandigheid van Lesbos bevestigd.
Tijdens de Tweede Wereldoorlog werd het eiland van 4 mei 1941 tot 10 september 1944 door de Duitsers bezet. De burcht in Sigri (in 1757 door de Turken gebouwd) diende als tijdelijke gevangenis voor krijgsgevangen Duitsers.
In 2015 werd het eiland een symbool voor de vluchtelingencrisis in Europa. Talrijke vluchtelingen, afkomstig uit Syrië en andere landen, kwamen uit het nabijgelegen Turkije naar Lesbos om zo de Europese Unie te bereiken. Op Lesbos ontstond het vluchtelingenkamp Moria, dat in 2020 door brand werd verwoest.

## Benaming
Een eenduidige afkomst van de benaming is er niet.
Volgens de Griekse mythologie zou het eiland voor het eerst bewoond zijn door Makareus (Μακαρεύς), zoon van de god Helios (zon). Deze Makareus had vijf dochters: Mytelene, Methymna, Agamede, Antissa, Arisbe en vier zonen: Erassos, Kedrolaos, Neandros en Leukeppos. Naar deze kinderen zou later een aantal steden of gebieden op Lesbos zijn genoemd (eponiemen). Methymna huwde de held Lesbos van Thessalië, zoon van Lapithos, de beschermgod van het eiland en kleinzoon van Aiolos.
Een andere verklaring is dat Marcos het eiland 'Lesvi' genoemd zou hebben, wat 'groen eiland' betekent. Later is dit dan verbasterd tot 'Lesvos'.
Het woord lesbisch is afgeleid van de naam van dit eiland. Dit heeft zijn oorsprong in de gedichten van Sappho, circa 625 v.Chr. geboren in Antissa op Lesbos. Sappho was de eerste vrouw die de moed had over vrouwen te zingen, als tegenstelling tot de stoere mannenliederen. Haar gedichten gingen onder andere over de vriendschap van vrouwen, het landelijke leven, de bruiloften en dergelijke. Zij richtte ook een school op voor vrouwen waar zang, dans en muziek werden onderwezen.
Lesbos wordt ook wel het eiland van het feest genoemd. Elk dorp viert zijn jaarfeest in stijl met traditionele Griekse dans en muziek waarbij de bouzouki een belangrijke rol speelt en waarbij de ouzo rijkelijk vloeit.

## Gemeente
Bestuurlijk is het eiland een gemeente (dimos) en een regionale eenheid (periferiaki enotita), onderdeel van de bestuurlijke regio (periferia) Noord-Egeïsche Eilanden.
De hoofdstad van het eiland is Mytilini met circa 30.000 inwoners (2006), gelegen aan de zuidoostkant van het eiland, met een haven en een vliegveld. Vanuit de stad is de kust van Turkije te zien.
De dertien deelgemeenten (dimotiki enotita) van de fusiegemeente zijn:
| Deelgemeente       | Griekse naam      | inwoners 2001 | Oppervlak km² | inw./km² |
| ------------------ | ----------------- | ------------- | ------------- | -------- |
| Agia Paraskevi     | Αγία Παρασκευή    | 2.628         | 117,694       | 22,3     |
| Agiasos            | Αγιάσος           | 2.587         | 79,924        | 32,4     |
| Gera               | Γέρα              | 6.985         | 86,350        | 80,9     |
| Eresos-Antissa     | Ερεσός-Άντισσα    | 5.530         | 290,947       | 19,0     |
| Evergetoulas       | Ευεργέτουλας      | 3.336         | 88,866        | 37,5     |
| Kalloni            | Καλλονή           | 8.194         | 241,946       | 33,9     |
| Loutropoli Thermis | Λουτρόπολη Θερμής | 3.809         | 79,468        | 47,9     |
| Mandamados         | Μανταμάδος        | 3.210         | 122,435       | 26,2     |
| Mithymna (Molivos) | Μήθυμνα           | 2.433         | 50,166        | 48,5     |
| Mytilini           | Μυτιλήνη          | 36.196        | 107,460       | 336,7    |
| Petra              | Πέτρα             | 3.749         | 72,479        | 51,7     |
| Plomari            | Πλωμάρι           | 6.698         | 122,452       | 54,7     |
| Polichnitos        | Πολιχνίτος        | 5.288         | 172,629       | 30,6     |
|                    | totaal            | 90.643        | 1.632,816     | 55,5     |

## Economie
Het eiland heeft inkomsten uit de productie van ouzo, olijven, sardines, daarnaast ook uit het toerisme. De laatste jaren wordt er hard gewerkt aan de verbetering van de infrastructuur. Zo is de weg westwaarts vanuit Mytilini tot Kalloni in 2005-2011 geheel gerenoveerd. In 2009-2010 is een glasvezelnetwerk aangelegd.
Verontrustend is het resultaat van een onderzoek in 2007 door het Nationaal Centrum voor Sociaal Onderzoek (EKKE) (gepubliceerd in 2009) naar armoede in Griekenland, waaruit blijkt dat één op de drie inwoners op dit eiland onder de armoedegrens van 6.120 euro per jaar leeft.
Een ander probleem is het grote aantal vluchtelingen uit het oosten dat per gammel (opblaas)bootje probeert Europa te bereiken. Hierbij vallen geregeld slachtoffers.

## Verbindingen
Per vliegtuig: het hele jaar door meerdere keren per dag vanuit Athene. In het zomerseizoen vliegen TUI fly en Corendon sinds 2018 meerdere keren per week met directe chartervluchten vanuit Amsterdam, Maastricht, Brussel en Düsseldorf naar Mytilene International Airport op Lesbos.
Per boot: Elke dag vanuit Piraeus (Athene), tweemaal per week vanuit Thessaloniki en Kavala. De auto (eventueel met caravan) kan op de boot worden meegenomen. Er worden vanuit Mytilini dagelijks dagexcursies georganiseerd naar Ayvalık in Turkije, eventueel met een busrit naar het 61 kilometer landinwaarts gelegen tempelcomplex Pergamon in Bergama.

## Geografie
Het eiland is ontstaan uit twee, nu niet meer actieve vulkanen. Nog steeds is er latente vulkanische activiteit, gezien de warmwaterbronnen. De oorspronkelijke vulkaankegels zijn gezonken waaruit de twee markante baaien zijn ontstaan. De grootste baai is de Golf van Kallonis en meet ca. 20 × 8 kilometer. In het zuidoosten bevindt zich de kleinere baai, de Golf van Gera, circa 10 × 5 kilometer. De baaien zijn redelijk visrijk en bekend om hun sardines. Het noordelijk deel van het eiland is onvruchtbaar en kaal. Het zuidelijk deel is wel vruchtbaar en is bebost: Hier staan circa 11 miljoen olijfbomen.
Op 23 september 2012 werd door de Europese conferentie van geoparken van UNESCO besloten het gehele eiland Lesbos op te nemen in het Global Geopark Network.

## Fauna
Het eiland wordt vaak bezocht door vogelliefhebbers. Op Lesbos broeden de izabeltapuit, de bruinkeeltortolaan, de smyrnagors en de Aziatische steenpatrijs. De bedreigde Mediterrane monniksrob komt er voor en het eiland is ook de enige plaats in Europa waar de Kaukasuseekhoorn leeft.

## Bezienswaardigheden
- Byzantijns kasteel in Mytilini.
- Amfitheater in Mytilini, bekend om zijn akoestiek, goed voor 15.000 toeschouwers. Door de nieuwe randweg om Mytilini ten behoeve van het vrachtverkeer naar de haven, nu heel makkelijk te bereiken.
- Archeologisch museum in Mytilini, niet ver van de haven.
- Theóphilos (kunstschilder) museum en het Meriade museum, beide in Varia (ten zuiden van Mytilini).
- Versteende woud[8] bij Sigri in het noordwesten. 15 miljoen jaar geleden door vulkaanas ingesloten en versteend hout.
- Tempel van Dionysos in Vatera.
- Aquaduct bij Moria, gebouwd in de Romeinse tijd (2e - 3e eeuw n.C.) 170 meter lang met 17 bogen en 26 meter hoog. Werd gebruikt om water van de bronnen bij Agiasos 27 kilometer naar Mytilini te laten stromen. Capaciteit wordt geschat op 127 000 m3 water per dag. Het heeft indertijd enkele eeuwen gefunctioneerd.
- De stranden. Rondom het eiland en ook in de baaien zijn stranden. Het strand van Vatera (zeven kilometer) is het langste van het eiland. Sommige stranden hebben kleine afgeslepen zwarte kiezels. Bijna overal staan douches en kleedhokjes.
- Vogels (onder andere flamingo's en pelikanen) bij de zoutvlaktes van Kalloni en Skala Polichnitou. Er zijn 327 verschillende vogelsoorten waargenomen op het eiland, waarvan er 120 soorten overwinteren. Geliefd door vogelspotters. Lesbos is de enige plaats in Europa waar de Turkse boomklever voorkomt.
- Een kleine dertig soorten amfibieën en reptielen komen op het eiland voor en het is daarom onder herpetologen geliefd. In 2007 werd door Jelle Hofstra uit het Friese Gorredijk de gevlekte toornslang (Coluber nummifer) (Eng. Coin-marked snake) nog ontdekt waarvan niet bekend was dat die op Lesbos voor kwam.
- Paarden. Een eigen ras kleine, felle paarden wordt hier gefokt. Er worden wedstrijden gehouden tussen de dorpen onderling. In de vlakte tussen Agia Paraskevi en de oostkust komen nog wilde paarden voor.
- Heetwaterbronnen.[9] Er zijn vijf heetwaterbronnen, waar het geothermisch verwarmde water uit de grond omhoogkomt. Het water wordt afgeleid naar, vaak heel oude, badhuisjes. Het kan zwavelachtig ruiken en heet heilzaam te zijn. Te vinden in Eftalou, Thermi, Geras, Polichnitos en Lisvori.
- Olymbos (967 m), is één meter lager dan de Lepetymnos (de top in het noorden) maar is te bereiken met de auto. Uitzicht over de beide baaien en het eiland.

Diverse plaatsen, als:
- Agiasos: hoogst gelegen plaats (600m), aan de voet van de Olymbos. Bedevaartsoord met orthodoxe kathedraal. Aardewerk en houtsnijwerk. Mooie straatjes en pleintjes. Het daar gesproken dialect is zelfs door de Grieken niet te verstaan. In de buurt van Agiassos zijn diverse koudwaterbronnen. Vroeger werd dit water via kanalen en aquaducten naar Mytilini geleid.
- Agia Paraskevi (Lesbos): welvarende plaats. Inkomsten van schapen, schapenkaas en schapenyoghurt.
- Molivos: tegen heuvel gebouwd met huizen van natuursteen blokken met op de top van de heuvel een burcht (ruïne) waar nog toneel- en muziekuitvoeringen worden gehouden. Toeristenplaats.
- Mytilini: hoofdstad, statige herenhuizen van begin 1900. Haven. Vliegveld. Kasteel. Amfitheater. Universiteit. Ministerie van Egeïschezaken
- Petra: kerk op rotspunt. De ‘Vareltzidaina archontiko’, een traditionele woning van eind 18e – begin 19e eeuw. Winkelstraatjes. Toeristenplaats.
- Plomari: ouzo. Veel huizen hebben houten erkers op de verdieping.
- Sigri: uiterste puntje van Lesbos. Kreeft. Burcht (ruïne).
- Skala Kalloni: centraal gelegen op het eiland. Toeristenplaats.

Diverse kloosters, als:
- Mono Ypsilou (richting Sigri): op heuveltop gelegen, uitzicht over het dorre landschap. Museum met manuscripten.
- Mono Perivolis: niet meer in gebruik, oude fresco’s.
- Mono Limonos: groot klooster met meer dan honderd kapelletjes op het terrein.
- Mono Panaghias Myrsiniotisis (bij Kalloni): wordt nu gebruikt als pension.
- Mono Panaghias Damandriou bij Polichnitos, met nog enkele monniken.
- Mono Agio Rafael: groot, niet erg oud, klooster met grote kapel en veel relikwieën.

## Geboren

### In de oudheid
- Terpander (7e eeuw voor Christus), dichter en musicus, geboren in Eresos-Antissa
- Sappho (6e eeuw voor Christus), Grieks lyrisch dichteres
- Alkaios (6e eeuw voor Christus), Grieks lyrisch dichter
- Hellanicus (5e eeuw voor Christus), Griekse historicus
- Chares (4e eeuw voor Christus), Griekse generaal
- Praxiphanes (4e eeuw voor Christus), Grieks filosoof
- Hermarchos (3e eeuw voor Christus), Grieks filosoof
- Lesbonax (1e eeuw voor Christus), Grieks sofist en retorisch spreker
- Pittakos van Mytilene (circa 640 – 568 voor Christus), een van de Zeven Wijzen
- Theophrastus van Eresus (ongeveer 371 – 287 voor Christus), botanicus en filosoof.
- Theophanes, (begin 1e eeuw voor Christus), Grieks staatsman, goede vriend van Pompeius, Romeins staatsman
- Krinagoras (70 voor Christus - 18 na Christus), Grieks puntdichter en ambassadeur
- Eunicus, Griekse beeldhouwer en zilversmid

### In het moderne Griekenland
- Khair ad Din, “Barbarossa” (circa 1475-1546) Ottomaans-Turkse admiraal en kaper
- Djemal Pasja (6 mei 1872 – 21 juli 1922) Jong-Turks militair en politicus
- Theophilos Hatzimihail(c. 1870-1934), Grieks schilder
- Georgios Jakobides (1853-1932), Grieks schilder, geboren in Hidira
- Hermon di Giovanno (circa 1900-1968), Grieks schilder
- Hilmi Pasha (1855 – 1922/1923) politicus en Grootvizier
- Konstantinos Kenteris (11 juli 1973-) (Grieks sprinter)
- Alexis Panselinos (1903-1984), bekroond Grieks schrijver, vertaler en advocaat
- Michalis Pavlis (29 september 1989), (Grieks voetballer, speelt voor AEK F.C.).
- Oruç Reis (Ottomaans-Turkse kaper en gouverneur in Algiers en hoofd-gouverneur van de west Middellandse Zee)
- Tanburi Ali Efendi (1836 – 1902) musicus en componist
- Tériade (Stratis Eleftheriades ) (1889-1983), Griekse kunstcriticus en uitgever